# جک وایتهال
جک وایتهال (انگلیسی: Jack Whitehall؛ زادهٔ ۷ ژوئیهٔ ۱۹۸۸) کمدین، مجری تلویزیون، بازیگر، فیلم‌نامه‌نویس، و بازیگر تلویزیون اهل بریتانیا است. وی از سال ۱۹۹۳ میلادی تاکنون مشغول فعالیت بوده‌است.
از فیلم‌ها یا برنامه‌های تلویزیونی که وی در آن نقش داشته‌است می‌توان به روز مادر، گشت‌وگذار در جنگل، کلیفورد سگ بزرگ قرمز، ربات‌ها و فندق‌شکن و چهار قلمرو اشاره کرد.